# 미나미 히로시
미나미 히로시(일본어: 南弘, 1869년 11월 13일(메이지 2년 10월 10일) ~ 1946년(쇼와 21년) 2월 8일)는 일본 제국의 관료이자 정치인이다. 제1차 사이온지 내각 내각서기관장, 귀족원 의원, 후쿠오카 현지사, 문부차관, 대만 총독, 체신대신, 추밀원 고문관 등을 역임하였다.
| 전임 오타 마사히로 | 제15대 대만 총독 1932년 | 후임 나카가와 겐조 |

| 전임 미쓰치 주조 | 제35대 일본 체신대신 1932년 5월 26일 ~ 1934년 7월 8일 | 후임 도코나미 다케지로 |